# The Miracle (албум групе Queen)
„The Miracle“ је тринаести студијски албум британске рок групе Queen, издат 22. маја 1989. у издању Parlophoneа и Capitol Recordsа у Уједињеном Краљевству и САД, где је то био једини студијски албум бенда који је објављен за потоњу издавачку кућу. Албум је снимљен пошто се бенд опорављао од брачних проблема Брајана Меја и дијагнозе ХИВ-а Фредија Меркјурија 1987. године (што је било познато бенду, иако у то време није објављено). Снимање је почело у јануару 1988. и трајало је читаву годину. Албум је првобитно требало да се зове The Invisible Men, али су три недеље пре објављивања, према Роџеру Тејлору, променили име у The Miracle. Био је то уједно и последњи албум Queenа са фотографијом бенда на насловној страни.
Албум је достигао прво место у Уједињеном Краљевству, Аустрији, Њемачкој, Холандији и Швицарској и 24. на америчкој Билборд топ листи поп албума. AllMusic би назвао The Miracle најбољим албумом Queenа 1980-их, заједно са The Game. Показало се да је то претпоследњи албум бенда који је снимљен са Фредијем Меркјуријем, пошто је умро 24. новембра 1991, девет месеци након што је њихов следећи албум, Innuendo, објављен.

## Списак песама
Првих пет песама се налазило на страни А, док су се остале налазиле на страни Б.